# Lucius Passienus Rufus
Lucius Passienus Rufus war ein römischer Politiker und Senator.
Passienus war Sohn eines Deklamators (Redekünstler) Passienus. Im Jahr 4 v. Chr. wurde Passienus ordentlicher Konsul. Seine Verdienste während seines Prokonsulats in der Provinz Africa, wo er Aufstände niederschlug, wurden – möglicherweise im Jahr 3 v. Chr. – mit den ornamenta triumphalia belohnt.